# Iberomesornis
Iberomesornis (gr. "ave media ibérica") es un fósil de un ave de aproximadamente 125 millones de años de antigüedad. Sus restos permitieron identificar un género monotípico de aves del grupo Enantiornithes, datado en la época Cretácico Inferior en Las Hoyas, uno de los yacimientos paleontológicos más ricos de España. Iberomesornis romerali, es algo más reciente que el conocido Archaeopteryx, una forma transicional entre reptil y ave.

## Descripción
Iberomesornis era un ave del tamaño de un gorrión y un constante volador.
Es más avanzado que Archaeopteryx ya que tenía pigóstilo, es decir, su cola era más corta y la usaba como timón; esa cola se le llama "nariz de párroco", debido al perfil puntiagudo; es una estructura ósea formada de múltiples vértebras caudales fusionadas en una sola. Algunos de los pájaros actuales como los gorriones, mirlos y palomas, se posan en las ramas de los árboles ya que sus dedos tienen la capacidad de agarrarse, son prensiles. Las patas de Iberomesornis presentaban esta misma constitución: tres de los dedos se dirige hacia adelante y uno hacia atrás; es una de las primeras aves arborícolas.
Los huesos de las extremidades superiores de Iberomesornis son muy parecidos a los de las aves que vemos hoy día. Tenía una clavícula bien desarrollada para sostener los músculos propios del vuelo. A pesar de que los fósiles encontrados en Las Hoyas conservan plumas y órganos, no se han encontrado el cráneo, la parte anterior del cuello y las manos. Debido a la falta del cráneo es imposible saber a ciencia cierta su alimentación, aunque hasta ahora no ha existido un ave netamente herbívora.
Las rocas de Las Hoyas, en la provincia de Cuenca, demuestran que Iberomesornis vivió en los márgenes de un gran lago poco profundo donde abundaban los cocodrilos, tortugas y una gran variedad de peces. Iberomesornis compartía este nicho ecológico junto a otros vertebrados como los dinosaurios Iguanodon y Pelecanimimus

## Historia

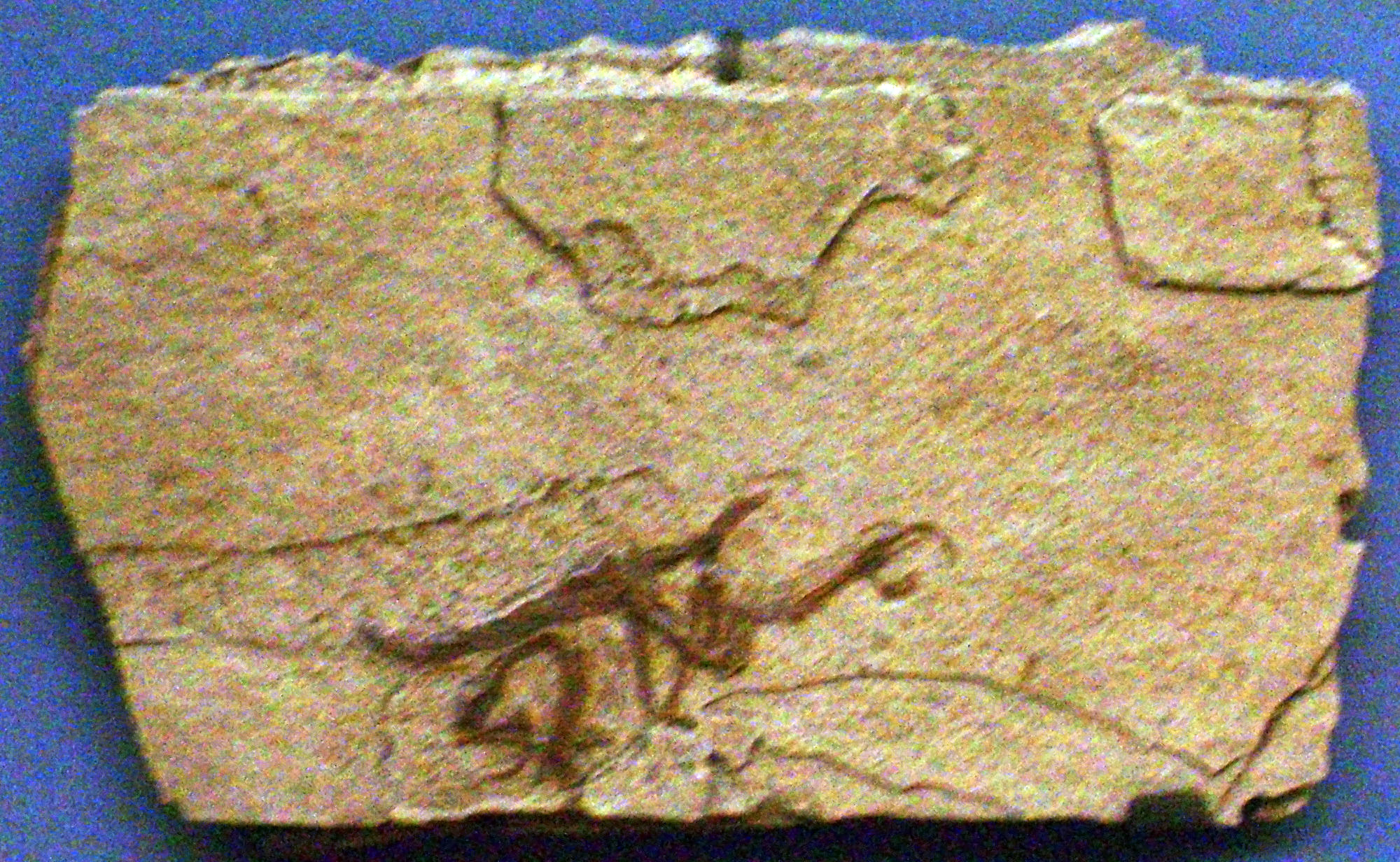
Réplica del espécimen holotipo, Museo Nacional de Historia Natural de Francia.

Iberomesornis fue descrito como una pequeña ave de unos 20 centímetros de largo. Su dieta la constituían insectos y crustáceos pequeños. Iberomesornis ha sido situado entre los dinosaurios terópodos y las aves modernas.

## Biología y ecología
Iberomesornis era bastante pequeña, no más grande que un gorrión moderno. Tenía unas alas relativamente cortas, dada su envergadura de unos veinte centímetros; su peso se ha estimado entre quince a veinte gramos. Llevaba una sola garra en cada ala. La longitud de la columna axial es de ochenta y siete milímetros. Su caja torácica no se vio reforzada por procesos uncinados osificados pero si tenía los procesos cartilaginosos.

## Filogenia

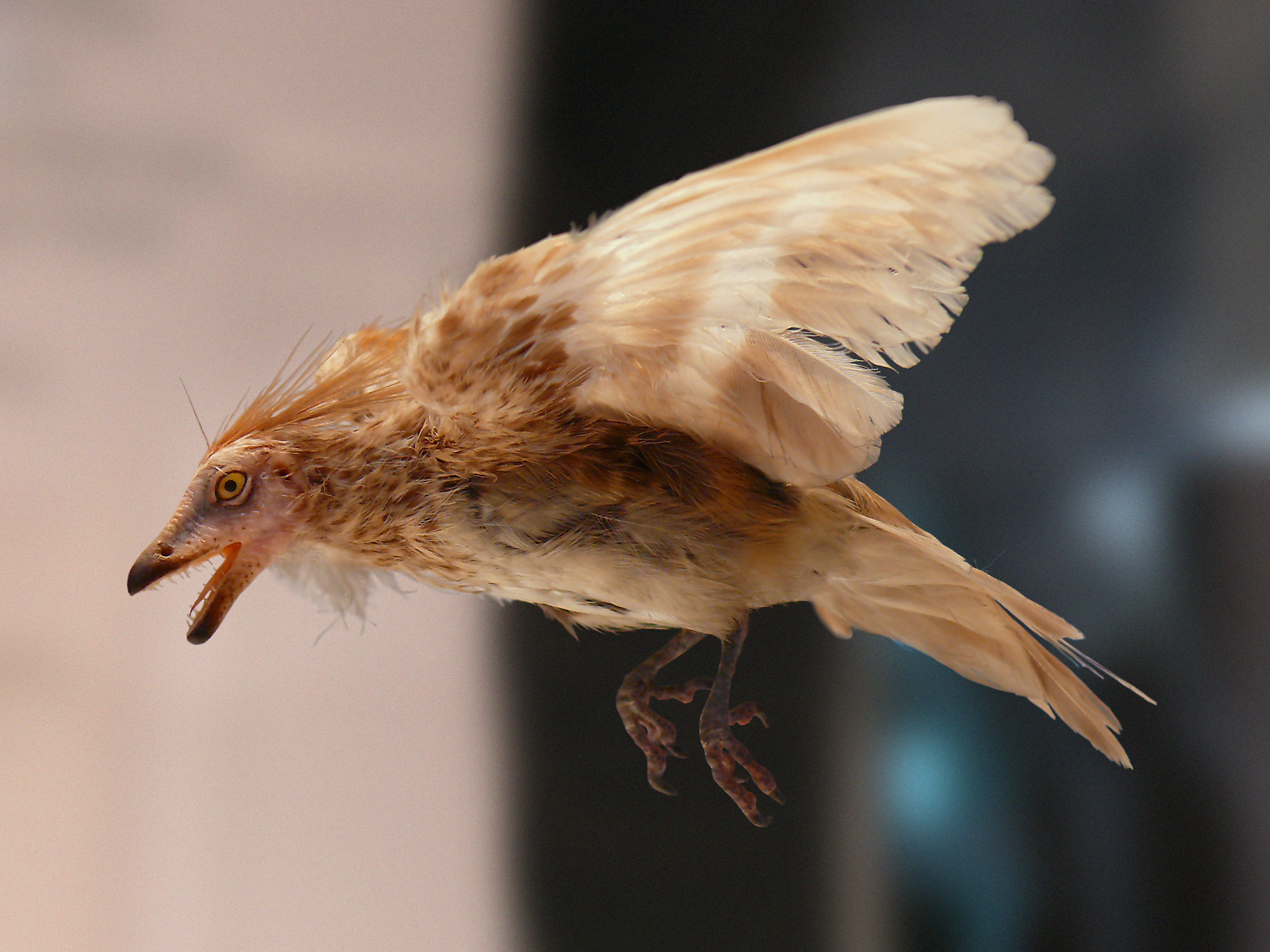
Reconstrucción de Iberomesornis romerali (Museo Nacional de Ciencias Naturales).

Iberomesornis romerali presenta característica físicas derivadas respecto a Archaeopteryx. Ha perdido la característica primitiva de una larga cola y el coracoides es más largo. La columna vertebral de Iberomesornis acaba en un pigóstilo: una férula ósea que soporta las plumas timoneras, formada por varias vértebras fusionadas de la cola. La cola corta y la posición más alta del hombro, que le permitía una mayor amplitud de ala, mejoraban la maniobrabilidad en el vuelo, posibilitando giros y picados a gran velocidad. Sin embargo, es posible que no pudiera realizar vuelos a baja velocidad, debido a la ausencia de una quilla ósea en el esternón, que sirve de sujeción a los músculos implicados en el vuelo en las aves más modernas.
En 1992 Iberomesornis fue asignado a la familia Iberomesornithidae. Sin embargo, desde el descubrimiento de Iberomesornis, han salido a la luz muchos más fósiles de aves en las canteras de la provincia de Liaoning, China. Ejemplares bien conservados de especies chinas como Sinornis y Confuciusornis han permitido a los científicos entender mejor la historia temprana de las aves. Hoy en día, Iberomesornis está posicionado dentro de las Ornithothoraces, como un miembro basal de las Enantiornithes.